# Dajana Jastremska
Dajana Oleksandrivna Jastremska (ukrainsk: Даяна Олександрівна Ястремська, født 15. maj 2000 i Odessa) er en ukrainsk tennisspiller. 
Hun vandt i oktober 2018 sin første WTA-turnering, da hun vandt Hong Kong Open. Ved Wimbledon-mesterskaberne 2016 tabte hun finalen i pigesingle til Anastasia Potapova.
Jastremska var 14. oktober 2018 nummer 102 på WTAs verdensrangliste i single.